# Świelubie (Dygowo)
Świelubie (deutsch Zwilipp) ist ein Dorf in der polnischen Woiwodschaft Westpommern. Es gehört zu der Gmina Dygowo (Landgemeinde Degow) im Powiat Kołobrzeski (Kreis Kolberg).

## Geographische Lage
Das Dorf liegt in Hinterpommern, etwa 6 km südwestlich von Dygowo (Degow), 12 km südöstlich von Kołobrzeg (Kolberg) und 105 km nordöstlich der Provinzhauptstadt Stettin (Szczecin).

## Geschichte
Aus vorgeschichtlicher Zeit gibt es mehrere Funde: Aus der Steinzeit ein Steinbeil, aus der Bronzezeit zwei Gräber mit einer Ösennadel und einer Mützenurne und aus der Eisenzeit ein Moorfund mit römischen Glasperlen sowie ein Grab mit Fibeln, einer Nadel, einem Halsring und einer Halskette. Aus slawischer Zeit stammt ein Wikingergrab, das 1897 von einem Kolberger Zeichenlehrer ausgegraben wurde.
Das Dorf wurde im Mittelalter als Zeilendorf in Hufeisenform angelegt. In der Mitte des Hufeisens lag der Dorfsee. Diese Form hat es bis heute bewahrt, wobei der Dorfsee verlandete.
Das Dorf Zwilipp ist zusammen mit (Klein) Pobloth das am frühesten genannte Dorf im Kolberger Land. Beide Dörfer wurden durch den pommerschen Herzog Ratibor I. († 1156) und seine Gemahlin Pribislawa dem von ihnen gestifteten Kloster Grobe geschenkt. Überliefert ist eine Urkunde aus dem Jahre 1159, mit der Bischof Adalbert von Pommern dem Kloster dessen Besitztümer bestätigte, darunter im Kolberger Land die beiden Dörfer Pobloth („Poblote“) und Zwilipp („Suelube“). Daran anschließend erscheint das Dorf in weiteren Besitzbestätigungen für das Kloster Grobe.
Das Dorf verfügt über eine kleine einschiffige Kirche, von der angenommen wird, dass sie aus dem Ende des 15. Jahrhunderts stammt. Der aus Feld- und Mauersteinen errichtete Kirchturm ist der älteste Gebäudeteil.
Die 1930 erstmals renovierte gotische Kirche brannte im Juni 1945 durch Blitzschlag ab. Die Nachkriegswirren verhinderten Löscharbeiten und verzögerten Reparaturen. In den 1950er-Jahren wurde das Gotteshaus jedoch wieder funktionsfähig aufgebaut. Im Jahr 1989 brannten bei einem Feuer große Teile des Innenraumes aus und auch der Kirchturm wurde beschädigt. Beim Wiederaufbau in den 1990er Jahren wurde das ursprüngliche dritte Stockwerk des Turmes nicht wiederhergestellt, er ist also jetzt niedriger.
Zum Pfarrsprengel Zwilipp gehörten auch die Dörfer Pustar (dieses erst seit 1911), Bartin und Lustebuhr.
Bis 1945 gehörte die Gemeinde Zwilipp mit ihren Wohnplätzen Fähre und Pustar zum Kreis Kolberg-Körlin.
Gegen Ende des Zweiten Weltkriegs wurde Zwilipp von der Roten Armee besetzt. Die Dorfbevölkerung wurde um die Jahreswende 1945/1946 vertrieben. Das Dorf kam, wie alle Gebiete Pommerns östlich der Oder-Neiße-Grenze, an Polen; der polnische Ortsname wurde als Świelubie festgesetzt.
Das Dorf ist heute in die  Gmina Dygowo (Landgemeinde  Degow) im Powiat Kołobrzeski (Kreis Kolberg) eingegliedert. Die Kirche gehört zum Kirchenkreis Dygowo.

### Die historischen Pfarrer
Von der Reformation bis 1935 war die Pfarrstelle durchweg von evangelischen Pfarrern besetzt. Ab 1935 blieb die Stelle unbesetzt und das Dorf wurde von Zernin aus versorgt. Seit 1945 ist die Bevölkerung des Dorfes polnisch und wird durch katholische Geistliche betreut. Es folgt eine Auflistung der Pfarrer aus der Zeit bis 1935:
| 1. Bartholomäus Hell, 1556–1612 2. Joachim Scheunemann, 1612–1645 3. Dionysius Scheunemann, 1649–1672 4. Matthias Hering, 1674–1706 5. Heinrich Wüstenberg, 1707–1754 6. Thomas Samuel Wüstenberg, 1754–1759 7. Johann Friedrich Ellendt, 1760–1762 8. Paul Felix Müller, 1763–1772 9. Johann Georg Wachse, 1772–1822 | 1. Johann Gottfried Pricelius, 1823–1836 2. Karl Julius Alexander Kummer, 1838–1854 3. Julius Friedrich Reinhold Kasischke, 1854–1868 4. Friedrich Julius Richard Kasischke, 1859–1884 5. Otto Ernst Daniel Wenzel, 1884–1892 6. Paul Friedrich Heinrich Keitsch, 1892– 7. D. Müller 1922–1927 8. Hermann Adam, 1927–1935 |

## Persönlichkeiten

### Söhne und Töchter des Ortes
- Matthias Benoni Hering (1693–1750), deutscher Jurist, Professor an der Universität Rostock

### Mit dem Ort verbunden
- Ferdinand Asmus (1859–1945), deutscher Heimat- und Familienforscher, wirkte hier als Dorfschullehrer